# Кун, Стефан
Стефан Кун (англ. Stefan Kuhn; род. 1 октября 1979, Банф) — канадский лыжник, участник Олимпийских игр в Ванкувере. Специалист спринтерских гонок.
В Кубке мира Кун дебютировал в 2005 году, в ноябре 2008 года впервые попал в тридцатку лучших на этапе Кубка мира, в спринте. Всего на сегодняшний день имеет на своём счету 4 попадания в тридцатку лучших на этапах Кубка мира, 3 в спринте и 1 в командном спринте. Лучшим достижением Куна в общем итоговом зачёте Кубка мира является 131-е место в сезоне 2008-09.
На Олимпиаде-2010 в Ванкувере занял 15-е место в спринте.
За свою карьеру принимал участие в четырёх чемпионатах мира, лучший результат — 12-е место в эстафете на чемпионате-2011, в личных видах не поднимался выше 38-го места.
Использует лыжи и ботинки производства фирмы Salomon.